# Marianka (Kroczyce)
Marianka – część wsi Kroczyce w Polsce położona w województwie śląskim, w powiecie zawierciańskim, w gminie Kroczyce.
W latach 1975–1998 Marianka położona była w województwie częstochowskim.